# Viro tvornica šećera
Viro tvornica šećera est une entreprise croate.
L'entreprise, fondée en 2002, est une usine sucrière basée à Virovitica, dans le comitat de Virovitica-Podravina.

## Historique
L'entreprise est cotée au CROBEX depuis 2010. 
En 2016, le Groupe Cristal Union prend une participation de 17% dans Viro tvornica šećera.